# Bufoides meghalayanus
Bufoides meghalayanus és una espècie d'amfibi que viu a l'Índia.